# Stabilimento Tecnico Triestino
A Stabilimento Tecnico Triestino (röviden: STT) egy Triesztben működő hajógyártó magánvállalat volt a 19. század közepétől egészen 1984-ig. Aranykorát a dualizmus alatt élte, amikor is a Monarchia legfontosabb hajógyáraként működött.
Az első világháborút követően Trieszt olasz fennhatóság alá került, ekkortól kezdve olasz megrendelésre készültek hajók. 1929-ben az STT egybeolvadt a Cantiere Navale Triestino vállalattal, így született meg a Cantieri Riuniti dell’ Adriatico (magyarul: Egyesült Adriai Hajógyárak) vagy röviden CRDA, amely 1984-ben lett a Fincartieri-csoport része.

## Történelem

### Osztrák(–Magyar) korszak
A gyár eredetének legkorábbra visszavezethető időpontja 1838, amikor is Giuseppe Tonello megalapította saját hajógyárát. A kis gyár gyorsan fejlődött, és 1857-ben egybeolvadt helyi tengerészeti hajtóműveket gyártó céggel. Ekkor alapult meg az STT.
A cég vált az Osztrák Császárság, majd az Osztrák–Magyar Monarchia legfontosabb hajógyárává, itt gyártották a legfontosabb hadihajókat, ám ezzel párhuzamosan rengeteg kereskedelmi hajó is itt készült el. Nagy számban bocsátott a gyár vízre vasvértes hajókat, cirkálókat, fregattokat és korvetteket az 1860-as évektől kezdődően. 1884 és 1914 között a Monarchia valaha épült 16 csatahajójából 13 itt készült el. Többek között az STT-ben gyártották a Monarchia zászlóshajóját, az SMS Viribus Unitis csatahajót is.
1909-ben Rudolf Montecuccoli - a Császári és Királyi Haditengerészet parancsnoka - nyomására az STT és a Škoda együtt kezdte el fejleszteni a Monarchia első dreadnought csatahajóit, annak ellenére, hogy a kormányzat ekkor még nem szavazta meg azok megépítését. Azonban a tengernagy félt, hogy a Monarchia nagyban lemarad a haditengerészeti versengésben az olaszok és a franciák mögött.
Olaszország hadba lépését követően a gyár nevét megváltoztatták Austriawerft-re, mivel az eredeti név olaszul volt. A gyárnak még két csatahajót kellett volna gyártania az Ersatz Monarch-osztályból, azonban erre már nem került sor, részben azért, mert az olasz szakemberek elhagyták a gyárat.

### Olasz korszak
A Monarchia széthullását követően Trieszt olasz kézre került, ekkor a cég nevét restaurálták Stabilimento Tecnico Triestino-ra. Az 1920-as években két jelentősebb hajó készült a gyár égisze alatt, az egyik az SS Conte Grande luxus óceánjáró, a másik pedig az Olasz Királyság Trento-osztályú nehéz cirkálója, a Trieste volt.
Az STT 1929-ben egybeolvadt a Monfalcone székhelyű Cantieri Navale Triestino gyárral, hogy így megalapítsák a Cantieri Riuniti dell’ Adriatico gyárat, melynek STT része, a CRDA Trieste nevet kapta. A gyár a két világháború közötti időszakban egy sor könnyű és nehéz cirkálót, valamint 27 tengeralattjárót gyártott a Regia Marina számára. Ugyancsak itt készült el 1932-ben az SS Conte di Savoia óceánjáró is.
A második világháborúban a CRDA Trieste két csatahajót gyártott az olasz flotta részére, név szerint: a Vittorio Veneto-t és a Roma-t. A gyár átvészelte a háború utáni zűrös időszakot, egy sor civil hajót gyártott, valamint ritkábban haditengerészeti járműveket is. 1984-ben végül a Fincantieri-csoport felvásárolta a CRDA-t.

## A gyárban készült fontosabb hadihajók

### Osztrák(–Magyar) STT
| Hajó                                     | Típus                        | Osztály                 | Épült | Vízkiszorítás | Megjegyzések |
| ---------------------------------------- | ---------------------------- | ----------------------- | ----- | ------------- | --- |
| SMS Erzherzog Ferdinand Max              | páncélosfregatt              | Erzherzog Ferdinand Max | 1866  | N/A           | 1917-ben szétvágták. |
| SMS Habsburg                             | páncélosfregatt              | Erzherzog Ferdinand Max | 1866  | N/A           | 1900-ban szétvágták. |
| Vasilissa Olga                           | vasvértes                    | N/A                     | 1869  | 2,000         | A Görög Flottának készült, 1925-ben szétvágták. |
| Zrinyi (vagy Niclas Zrinyi)              | csavaros korvett             | Zrinyi                  | 1871  | 1,450         | 1920 után szétvágták. |
| SMS Lissa                                | központi üteges kazamatahajó | *                       | 1871  | 7,178         | 1895-ben szétvágták. |
| Radetzky                                 | csavaros fregatt             | Radetzky                | 1873  | 4,000         | 1919-ben olasz kézre került, 1921-ben szétvágták. |
| SMS Erzherzog Albrecht                   | központi üteges kazamatahajó | *                       | 1874  | 6,500         | 1920-ban olasz kézre került, 1950-ben szétvágták. |
| Laudon                                   | csavaros fregatt             | Radetzky                | 1875  | 4,000         | 1919-ben szerb-horvát-szlovén kézre került, majd 1921-ben olasz kézre, végül 1924-ben szétvágták.                                                                |
| SMS Custoza                              | központi üteges kazamatahajó | *                       | 1875  | 7,700         | 1919-ben olasz kézre került, 1925-ben egy ütközés után szétvágták.                                                                                               |
| SMS Don Juan d'Austria                   | központi üteges kazamatahajó | Kaiser Max              | 1876  | 4,000         | 1919-ben elsüllyedt. |
| SMS Kaiser Max                           | központi üteges kazamatahajó | Kaiser Max              | 1878  | 4,000         | 1920-ban szerb-horvát-szlovén kézre került, 1945-ben hullámtörőként elsüllyesztik.                                                                               |
| SMS Tegetthoff                           | központi üteges kazamatahajó | Tegetthoff              | 1881  | 8,000         | 1919-ben olasz kézre került, 1921-ben szétvágták. |
| SMS Kronprinzessin Erzherzogin Stephanie | vasvértes csatahajó          | *                       | 1887  | 5,631         | 1919-ben olasz kézre került, 1926-ban szétvágták. |
| SMS Tiger                                | torpedócirkáló               | Panther                 | 1888  | 1,683         | 1919-ben olasz kézre került, 1920-ban szétvágták. |
| SMS Kaiser Franz Joseph I                | védett cirkáló               | Kaiser Franz Joseph I   | 1890  | 4,500         | 1919-ben elsüllyesztették. |
| SMS Kaiserin Elisabeth                   | védett cirkáló               | Kaiser Franz Joseph I   | 1892  | 4,500         | 1914-ben a legénység felrobbantja Csingtao-nál |
| SMS Kaiserin und Königin Maria Theresia  | páncélos cirkáló             | *                       | 1895  | 6,000         | 1919-ben angol kézre került, 1921-ben szétvágták. |
| SMS Monarch                              | partvédő páncélos            | Monarch                 | 1898  | 5,878         | 1919-ben angol kézre került, 1921-ben szétvágták. |
| SMS Wien                                 | partvédő páncélos            | Monarch                 | 1898  | 5,878         | 1916-ban elsüllyedt, 1925-ben kiemelték. Ismeretlen a további sorsa.                                                                                             |
| SMS Budapest                             | partvédő páncélos            | Monarch                 | 1898  | 5,878         | 1919-ben angol kézre került, 1921-ben szétvágták. |
| SMS Kaiser Karl VI.                      | páncélos cirkáló             | *                       | 1900  | 7,000         | 1919-ben angol kézre került, 1922-ben szétvágták. |
| SMS Habsburg                             | csatahajó                    | Habsburg                | 1902  | N/A           | 1919-ben angol kézre került, 1922-ben szétvágták. |
| SMS Árpád                                | csatahajó                    | Habsburg                | 1902  | N/A           | 1919-ben angol kézre került, 1922-ben szétvágták. |
| SMS Babenberg                            | csatahajó                    | Habsburg                | 1902  | N/A           | 1919-ben angol kézre került, 1922-ben szétvágták. |
| SMS Erzherzog Karl                       | csatahajó                    | Erzherzog Karl          | 1906  | 11,000        | 1919-ben francia kézre került, 1921-ben szétvágták. |
| SMS Erzherzog Friedrich                  | csatahajó                    | Erzherzog Karl          | 1906  | 11,000        | 1919-ben francia kézre került, 1921-ben szétvágták. |
| SMS Erzherzog Ferdinand Max              | csatahajó                    | Erzherzog Karl          | 1906  | 11,000        | 1919-ben angol kézre került, 1921-ben szétvágták. |
| SMS Erzherzog Franz Ferdinand            | csatahajó                    | Radetzky                | 1908  | 15,000        | 1918-ban olasz kézre került, 1922-ben szétvágták. |
| SMS Radetzky                             | csatahajó                    | Radetzky                | 1911  | 16,000        | 1918-ban szerb-horvát-szlovén kézre került, 1922-ben szétvágták.                                                                                                 |
| SMS Zrínyi                               | csatahajó                    | Radetzky                | 1911  | 16,000        | 1918-ban szerb-horvát-szlovén kézre került, 1922-ben szétvágták.                                                                                                 |
| SMS Tegetthoff                           | dreadnought csatahajó        | Tegetthoff              | 1913  | 21,000        | 1918-ban szerb-horvát-szlovén kézre került, majd ebben az évben olasz kézre, végül 1924-ben szétvágták.                                                          |
| SMS Viribus Unitis                       | dreadnought csatahajó        | Tegetthoff              | 1912  | 21,000        | 1918-ban szerb-horvát-szlovén kézre került, olasz búvárok elsüllyesztik.                                                                                         |
| SMS Prinz Eugen                          | dreadnought csatahajó        | Tegetthoff              | 1914  | 21,000        | 1918-ban szerb-horvát-szlovén kézre került, 1919-ben olasz, majd 1920-ban francia kézre kerül, végül 1922-ben gyakorlati célpontnak használják és elsüllyesztik. |
| SMS Ersatz Monarch                       | dreadnought csatahajó        | Ersatz Monarch          | N/A   | 25,000        | 1915-ben leállítják a gyártást. |
| SMS Ersatz Budapest                      | dreadnought csatahajó        | Ersatz Monarch          | N/A   | 25,000        | 1915-ben leállítják a gyártást. |

### Olasz STT
| Hajó    | Típus         | Osztály | Épült | Vízkiszorítás | Megjegyzések                                 |
| ------- | ------------- | ------- | ----- | ------------- | -------------------------------------------- |
| Trieste | nehéz cirkáló | Trento  | 1926  | 13,545        | 1943-ban bomba találatot követően elsüllyed. |

### CRDA Trieste
| Hajó               | Típus                        | Osztály            | Épült | Vízkiszorítás | Megjegyzések                                                      |
| ------------------ | ---------------------------- | ------------------ | ----- | ------------- | ----------------------------------------------------------------- |
| Fiume              | nehéz cirkáló                | Zara               | 1931  | 14,530        | 1941-ben elsüllyedt.                                              |
| Luigi Cadorna      | könnyű cirkáló               | Condottieri        | 1931  | 7,113         | 1951-ben szétvágták.                                              |
| Muzio Attendolo    | könnyű cirkáló               | Montecuccoli       | 1935  | 8,994         | 1942-ben bomba találatot követően elsüllyed.                      |
| Giuseppe Garibaldi | könnyű cirkáló               | Duca degli Abruzzi | 1937  | 11,735        | 1957-ben átalakították rakétacirkálóvá, majd 1972-ben szétvágták. |
| Vittorio Veneto    | szuper-dreadnought csatahajó | Littorio           | 1940  | 45,752        | 1946-ban szétvágták.                                              |
| Roma               | szuper-dreadnought csatahajó | Littorio           | 1942  | 45,752        | 1943-ban bomba találatot követően elsüllyed.                      |

## Fordítás
- Ez a szócikk részben vagy egészben  a   Stabilimento Tecnico Triestino című angol Wikipédia-szócikk ezen változatának fordításán alapul.  Az eredeti cikk szerkesztőit annak laptörténete sorolja fel. Ez a jelzés csupán a megfogalmazás eredetét és a szerzői jogokat jelzi, nem szolgál a cikkben szereplő információk forrásmegjelöléseként.